# Sinești (Ungheni)
Sineşti è un comune della Moldavia situato nel distretto di Ungheni di 1.379 abitanti al censimento del 2004.

## Località
Il comune è formato dall'insieme della seguenti località (popolazione 2004):
- Sineşti (1.358 abitanti)
- Pojarna (21 abitanti)